# 韋納·邁爾斯
韋納·邁爾斯（英語：Vernā Myers，/vərˈneɪ/）是一名美國多元化顧問、作家、演講家、律師和企業高管，現任Netflix包容性戰略副總裁。邁爾斯在2014年發表了題為「如何克服偏見？勇敢地走向它們」的TED演講。

## 早年生活和教育
邁爾斯在馬里蘭州巴爾的摩長大。後來她搬到紐約市，就讀於哥倫比亞大學巴納德學院，以優異成績獲得政治學文學學士學位。畢業後，她前往麻薩諸塞州波士頓就讀哈佛法學院，並於1985年獲得法學博士學位。

## 職業生涯
1992年，邁爾斯被任命為波士頓律師事務所集團（現為波士頓律師集團）的首任執行董事，該集團由多家事務所和公司法律部門組成。她還曾擔任麻薩諸塞州總檢察長辦公室副主任。邁爾斯曾在波士頓的Testa, Hurwitz & Thibeault律師事務所和Fitch, Wiley, Richlin & Tourse律師事務所從事公司法和房地產法方面的工作。
2014年，邁爾斯在TED演講「如何克服偏見？勇敢地走向它們」，她於11月15日在波士頓的TEDx活動中發表了這一演講。她還為克利夫蘭大都會律師協會、美國國家航空暨太空總署和馬薩諸塞州婦女大會等組織舉辦過關於無意識偏見的講座。
邁爾斯曾接受過WCVB新聞、MPR新聞和CNN等電視新聞網的採訪。邁爾斯還創辦了OPUS會議，這是一個以大型律師事務所和公司的種族和民族問題為中心的會議。她還撰寫了兩本書，分別是《推動多元化發展：如何從良好的意義走向良好的行為》（Moving Diversity Forward: How to Go From Well-Meaning to Well-Doing）和《如果我說錯了什麼：文化高效人士的25個習慣》（What If I Say the Wrong Thing?: 25 Habits for Culturally Effective People）。
2018年，邁爾斯就任Netflix包容性戰略副總裁。她在Netflix發展整體文化，包括為《柏捷頓家族：名門韻事》等節目的選角和製作人員招聘制定包容性框架。
2021年，邁爾斯與阿里安娜·赫芬顿共同在LinkedIn Learning上提供有關多樣性的培訓課程。
她的名言「多樣性是被邀請參加派對，包容性是被邀請跳舞」被各種組織和媒體廣泛使用，例如OMD、SHRM和飲食失調學會。